# Lidy B. Nacpil
Lidy B. Nacpil (Filipinas, años 60) es una defensora de los derechos humanos filipina, que trabaja en temas económicos, medioambientales, sociales y de justicia de género y ha intentado conseguir la anulación de la deuda en su país.

## Trayectoria
Nacpil creció bajo el régimen de Ferdinand Marcos y participó en muchas protestas. En 1986, se casó con Lean Alejandro, que fue asesinado por el régimen el 19 de septiembre de 1987. Desde entonces Nacpil ha seguido trabajando por la justicia económica y social. Es coordinadora de Jubilee South - Asia Pacific Movement on Debt and Development (JSAPMDD), una alianza regional de organizaciones sin ánimo de lucro, coordinadora de la Global Campaign to Demand Climate Justice (DCJ), miembro de la junta de Oxfam GB y miembro del Coordinating Committee of the Global Alliance on Tax Justice (GATJ). También es la coordinadora del Philippine Movement for Climate Justice (PMCJ) y vicepresidenta de la Freedom From Debt Coalition.
Nacpil es cofundadora de Fight Inequality Alliance, un grupo de organizaciones sin ánimo de lucro que luchan contra la desigualdad.